# Дарко Мацан
Дарко Мацан (Загреб, 12. мај 1966) је хрватски стрипар и књижевник. Међународној публици је најпознатији по сценаријима за серијале „Тарзан“, „Звездани ратови“ и „Мики Маус“, а југословенској по сопственим стриповима и прози.

## Биографија
Дипломирао је историју и археологију 1994. године на загребачком Филозофском факултету, а писањем се професионално бави од 1986. године.

### Стрип
Стрипом се почео бавити у основној школи, а професионално за време студија: у јануару 1988. објављује прве гегове „Бочка“ и прве странице лиценцног „Тома и Џерија“.
Следе, уз бројне краће стрипове, „Колумбо“ у Вечерњем листу, Саломон у сарајевској Недјељи, „Walter Egg“ у Патку и Квадрату, „Волим ТВ“ у Гласу Славоније, Пирати (прекрштавани у „Сурфере“ и „Хакере“) у неколико часописа те, од 1992, „Боровница“ у Модрој ласти.
Упоредо с цртањем, почиње писати стрипске сценарије за домаће и стране издаваче. Међу потоњима истичу се за награду „Eisner“ номинован „Grendel Tales“ (с цртежима Едвина Биуковића) те сценарији у оквиру серија „Тарзан“ (цртежи Игора Кордеја), „“, „Hellblazer“, „Sandman Presents“, „Captain America“, „Soldier X“,  и „“.
Од сценарија за хрватско тржиште важнији су серијали „Свебор и Пламена“ (у Модрој ласти, цртежи Горана Суџуке и Матије Писачића), „Саша“ (у Фрци, цртежи Горана Суџуке и Роберта Солановића), „Комарац“ (у Зврку, цртежи Штефа Бартолића), „Мистер Мачак“ (у Првом избору, цртежи Роберта Солановића) те „Dick Long“ (У Плејбоју, цртежи Штефа Бартолића).
Године 1995. добио је две награде винковачког Салона стрипа за сценарио, а 2001. г. је био још једном номинован за награду „Eisner“, за кратку причу „A Prayer to the Sun“ (цртежи Едвина Биуковића).
Уредник је стрип часописа Q стрип.

### Проза
Паралелно се бавећи прозом, Мацан је објавио четрдесетак прича (већином жанра научне фантастике), за које је четири пута награђен наградом СФЕРА.
Са Татјаном Јамбришак уредио је седам збирки хрватске научне фантастике. Пише романе за децу од којих је први, Књиге лажу! добио државну награду „Григор Витез“ као најбоља књига за дјецу, а 2008. године добио је СФЕРУ за роман Длаковук.

### Награде
- 1994. Награда СФЕРА за најбољу причу „Миховил Шкотска Сњежница“
- 1995. Награда СФЕРА за најбољу кратку причу „Прочитај и дај даље“
- 1995. Две награде Салона стрипа Винковци за најбољи стрип-сценарио Strossmayer – све за вјеру и домовину
- 1997. Награда „Григор Витез“ за најбољи дечји роман Књиге лажу
- 2001. Награда СФЕРА за најбољи роман Кожа боје маслине
- 2003. Награда СФЕРА за најбољи дечји роман Паво против Паве
- 2005. Награда „Григор Витез“ за најбољи дечји роман Жута минута: rock’n’roll бајка
- 2008. Награда СФЕРА за најбољи дечји роман Длаковук
- 2010. Награда „Артефакт“ (награда публике за најбоље дело објављено у 2009. години) за збирку 42 / Читај и шаљи даље

### Стрипови
Сценарист и цртач
- Бочко (свеска; самиздат, 1992)
- Чуби и Ћебе (мини; самиздат, 1997)
- Боровница (албум; „Школска књига“, Загреб, 1998)
- Спиро Спермиј (мини; самиздат, 1999)
- Боровница 2: Боровница против Паје Паука („Ментор“, Загреб, 2005)
- Колумбо (сабрано издање; „Ментор“, 2007)
- Пирати: Цио свијет на интернет! (сабрано издање; „Ментор“, 2007)
- Боровница 3: Боровница предводи чопор („Ментор“, 2008)

Сценариста
- Цитати (албум с Едвином Биуковићем; „Стрипагент“, 1993, 2000)
- (албум с Радованом Девлићем и Душаном Гачићем; „Глас концила“, 1993)
- (албум с Едвином Биуковићем; „Dark Horse“, 1996. преведено 2003. као Понос врагова; „Национал“, 2003)
- „X-Wing: The Phantom Affair“ (албум с Мајком Стакполом и Едвином Биуковићем; „Dark Horse“, 1997)
- (албум с Игором Кордејем; „Dark Horse“, 1999)
- (албум с Дејвом Гибонсом; „Dark Horse“, 2000)
- (албум с десетак цртача; „Dark Horse“, 2001)
- Комарац: Проп'о план (албум са Штефом Бартолићем; „Профил“, 2001)
- (албум с Рамоном Баксом; „Dark Horse“, 2002)
- 1-5 (свеске с Миланом Јовановићем; „Други поглед“, Нови Сад, 2001/2004) и као албум-интеграл La Bête Noire: Пет животних доба, „Библиотека Q“, књ. 10, Ментор, Загреб. 2011.  978-953-7113-78-0.
- Мистер Мачак (албум с Робертом Солановићем и Тихомиром Тикулином; „Bookglobe“, 2002)
- (албум с Игором Кордејем, Давидом Тишманом и Мајком Хадлстоуном; „Марвел“, 2003)
- Свебор и Пламена 1 и 2 (са Гораном Суџуком и Матијом Писачићем, сабрано и објављено у интегралној верзији; „Фибра“, 2007)
- Мали Гуј и његов Змуј (с Франом Петрушом; „Ментор“, 2008)
- Хрватски великани (с разним цртачима; „Асториа“, 2007-2008)

### Књиге прозе
- Књиге лажу! (роман; „Знање“, 1997)
- Она коју воле богови (роман с Татјаном Јамбришак, Гораном Конвичним и Дамиром Старешинићем, у збирци Загреб 2014; СФЕРА, 1998)
- Кожа боје маслине (кратки НФ роман, у збирци Двије тисуће шарених алиена; СФЕРА, 2000)
- Паво против Паве (роман, „Мозаик књига“, 2002.; награда „Григор Витез“)
- Тексас Кид (и још нека моја браћа) (приче; Библиотека „Сфера“, „Ментор“, 2003)
- Жута минута (Rock 'n' roll бајка; „Ауторска кућа“, Загреб, 2005.; награда „Григор Витез“)
- Длаковук (роман за децу; „Књига у центру“, 2007)
- Јаднорог (роман за децу; „Књига у центру“, 2008)
- 42 / Читај и дај даље (збирка прича, „Ментор“, 2009, награда „Артефакт“)
- Пампири (роман за децу; „Књига у центру“, 2009)
- Дјед Мрз (роман за дјецу; „Књига у центру“, 2011)

### Публицистика
- Стрипоцентрик (Квинталове тједне картице) (есејистичка проза; „Ментор“, 2005)
- Мацан чита - Обдукција СФ жанра у Хрвата (критике; „Ментор“, 2007)
- Хрватски стрип 1945.-54. („Ментор“, 2007)

### Уредник издања
- Q стрип
- Дубоко и слано
- Библиотека „Сфера“
- Библиотека „Q“
- Стрипови за дјецу  стољећа
- Фантастичне приче за дјецу  стољећа
- „Хрватски великани“

## Признања (секција под израдом)
- Звање Витез од духа и хумора (Гашин сабор, 2018), додељују Центар за уметност стрипа Београд при Удружењу стрипских уметника Србије и Дечји културни центар Београд[1]